# Friedrich Vischlin
Friedrich Vischlin oder Fischlin (* 1566 vermutlich in Weinsberg; † 17. Oktober 1626 in Stuttgart) war ein deutscher Baumeister.
Unter seinem Vater Niklas Vischlin († 16. April 1608), der seit 1600 als fürstlicher Oberbaumeister Leiter des württembergischen Bauwesens in Stuttgart war, wurde Vischlin 1606 fürstlicher Baumeister. Unter Heinrich Schickhardt, dem Nachfolger seines Vaters, war er ab 1608 geistlicher Baumeister der kirchlichen Verwaltung Württembergs.
In einem Stil, der ähnlich wie der Stil Schickhardts Formen der Gotik und der Renaissance mischte, erweiterte oder erneuerte Vischlin drei Kirchen in der Umgebung Weinsbergs, 1616 die Kilianskirche in Waldbach als Querkirche, 1619 die Kilianskirche in Sülzbach und 1624 die Pfarrkirche St. Laurentius in Bitzfeld (Querkirche), außerdem 1626 die Georgskirche in Rotfelden bei Calw (Querkirche). Weitere Kirchen stellte er wieder her, so 1620 in Ochsenbach bei Brackenheim, 1622 in Gölshausen bei Bretten und 1625 in Freudenstadt.